# Estació de Llinars del Vallès
Llinars del Vallès és una estació de ferrocarril propietat d'adif situada al sud-est de la població de Llinars del Vallès, a la comarca del Vallès Oriental. L'estació es troba a la línia Barcelona-Girona-Portbou i hi tenen parada trens de Rodalies de Catalunya de la línia R2 Nord dels serveis de rodalia de Barcelona, operats per Renfe Operadora.
Aquesta estació de la línia de Girona va entrar en servei l'any 1860 quan va entrar en servei el tram construït per la Camins de Ferro de Barcelona a Granollers (posteriorment esdevindria Camins de Ferro de Barcelona a Girona) entre Granollers Centre i Maçanet-Massanes, com a prolongació del ferrocarril de Barcelona a Granollers.
L'estació disposa de taquilla-cafeteria i està adaptada a Persones de Mobilitat Reduïda, ja que disposa de pas soterrani amb rampes, a més té connexió dos busos interurbans, un que la connecta amb Sant Antoni de Vilamajor i Sant Pere de Vilamajor i un altre que la connecta amb la urbanització de Can Massuet del Far pertanyent a Dosrius. L'edifici és un exemple d'edificis que van reemplaçar els originals per construccions més funcionals que les antigues estacions.
L'any 2019 va registrar l'entrada de 547.000 passatgers.

## Serveis ferroviaris
| Rodalia de Barcelona   |          |       |              |                              |
| Procedència/Destinació | <        | Línia | >            | Procedència/Destinació       |
| Aeroport Sants         | Cardedeu |       | Palautordera | Sant Celoni Maçanet-Massanes |